# AC Connecticut
AC Connecticut é uma agremiação esportiva da cidade de Newtown, Connecticut.  Atualmente disputa a Premier Development League.

## História
Fundado como Connecticut Football Club Azul (CFC Azul) no dia 21 de dezembro de 2011, o clube começou a disputar a PDL em 2012. O clube mudou de nome para o atual no dia 5 de setembro de 2014.

## Estatísticas

### Participações
|  | Participações em 2017 |

| Competição     | Competição               | Temporadas | Melhor campanha      | Estreia | Última | P | R |
| Estados Unidos | Lamar Hunt U.S. Open Cup | 1          | Primeira Fase (2015) | 2015    | 2015   |   | – |

## Símbolos

### Escudo
| Evolução do Escudo do AC Connecticut | Evolução do Escudo do AC Connecticut | Evolução do Escudo do AC Connecticut | Evolução do Escudo do AC Connecticut | Evolução do Escudo do AC Connecticut | Evolução do Escudo do AC Connecticut | Evolução do Escudo do AC Connecticut | Evolução do Escudo do AC Connecticut | Evolução do Escudo do AC Connecticut |
| 2011 – 2014                          | 2014 – Atual                         |                                      |                                      |                                      |                                      |                                      |                                      |                                      |
| ------------------------------------ | ------------------------------------ | ------------------------------------ | ------------------------------------ | ------------------------------------ | ------------------------------------ | ------------------------------------ | ------------------------------------ | ------------------------------------ |